# ДАР-3
Дар 3 Гарван (болг. Дар 3 Харван) — літак-біплан, розроблений в Болгарії в середині 1930-тих років.

## Варіанти
Літак має три модифікації:
- ДАР-3 “Гарван I” — серійне виробництво цієї модифікації почалося в 1936 році, літак мав американський двигун Wright «Cyclone».
- ДАР-3 “Гарван II” — мав німецький двигун Siemens «Jupiter» (480 к.с.), які є копією французького двигуна «Jupiter».Заміна двигуна була не випадковою ,так як Болгарія отримала їх майже безкоштовно.
- ДАР-3 “Гарван III” — мав італійський двигун Alfa Romeo 126 RC.34 (750 к.с.).Серійне виробництво розпочалося 1937 року.

Літаки використовувалися аж до 1943 року в основному як навчально-бойові або патрульні.

## Оператори
- Болгарія